# Canaan
|  | Per a altres significats, vegeu «Canaan (desambiguació)». |

La situació geopolítica a l'Orient Mitjà cap al 1200 aC, al final de l'Edat del Bronze Final.

Canaan (cananeu: כנען, hebreu (dialecte cananeu meridional): כְּנַעַן, [kə.ˈna.ʕan], hebreu modern: Knàan; grec: Χαναάν; llatí: Canaan; arameu: ܟܢܥܢ; àrab کنعان) era la terra dels cananeus, a on actualment s'ubiquen Israel, Gaza i Cisjordània, juntament amb algunes zones del Líban i Síria. Abastava tota la franja sirofenícia. La frontera dels cananeus anava des de Sidó, anant cap a Guerar, fins a Gaza; i girant cap a Sodoma, Gomorra, Admà i Seboïm, fins a arribar a Leixa. Els cananeus foren un poble semita resultat de l'emigració del 3000 aC, establert per tota la franja de Llevant, amb un idioma comú central (el cananeu) i dos dialectes principals: l'ugarític al nord i l'hebreu al sud.
Les cartes d'Amarna esmenten Canaan (accadi Kinaḫḫu) en relació amb les ciutats fenícies (sobretot Sidó) i l'alta Galilea. Campanyes egípcies (l'estela de Menerptah al segle xiii aC) esmenten també la terra de Ka-na-na. L'excavació principal és la d'Ugarit a Síria on es van trobar importants arxius. El seu nom derivaria de l'hurrita Kinahhu (vestit blau o porpra, que es fabricava en aquelles terres) que és esmentat a una tauleta trobada a Nuzi des del començament del segon mil·lenni. La Bíblia el deriva del nom del fill de Cam i net de Noè i esmenta diverses tribus cananees com els jebusites, el hetites, amorrites, guirgaixites, hivites, arkites, sinites, arvadites, zemarites i hamatites (i probablement altres). És esmentat també a un document del segle xviii aC trobat a Mari del qual resultaria l'existència d'una confederació d'algunes ciutats estats de Canaan, de la qual no es té cap més notícia. Al nord Iamkhad i Qatna exerciren certa hegemonia i al sud l'exercia Hazor. Les inscripcions egípcies defineixen Canaan entre la mar, Hamath al nord, el Jordà a l'est i al sud fins al Nègueb. Pels egipcis Canaan era sinònim de Retenu, és a dir el Llevant, mentre que a la Bíblia el concepte és geogràficament més limitat, ja que n'exclou els parlants d'ugarític.
Dins la regió de Canaan, en el sentit limitat del terme, hi havia cinc zones principals:
1. La costa. No era cananea més que en punts concrets. La major part era fenícia. El sud de la costa era domini dels filisteus, un poble indoeuropeu no semita.
2. Galilea, al nord de Canaan. Zona rica en aigua, amb les fonts del Jordà, i el llac Tiberíades. Zona rica en agricultura, culturalment potent, amb la plana de Jasrael, la ciutat de Megiddo i Legio, el Golan (zona elevada i poc poblada però que és com una balconada que domina tota la Galilea).
3. Cisjordània, al sud. És la zona central, amb Samaria com a capital. No hi ha un tall de separació amb la Transjordània; el riu Jordà és una via de comunicació. Zona rica i famosa pels seus ramats.
4. Menys important és Xfelà. Zona intermèdia que fa de frontera entre els pobles de la costa i els cananeus.
5. Judà, al sud, és un desert de muntanyes, sense aigua, sense minerals, però amb la important ciutat de Jerusalem.

Aquestes terres foren ocupades pels israelites (actualment són israelites). Els cananeus foren absorbits o expulsats.